# استیگ اوسیان اریکسون
استیگ اوسیان اریکسون (سوئدی: Stig Ossian Ericson؛ ‏ ۷ سپتامبر ۱۹۲۳ – ۳۰ ژوئیهٔ ۲۰۱۲) بازیگر و فیلم‌نامه‌نویس اهل سوئد بود.
از فیلم‌هایی که وی در آن‌ها نقش داشته‌است، می‌توان به تابو اشاره نمود.